# 227 Dywizja Piechoty (III Rzesza)
227 Dywizja Piechoty (niem. 227. Infanterie-Division) – niemiecka dywizja z czasów II wojny światowej, sformowana przez dowództwo Landwehry w Krefeld na mocy rozkazu z 26 sierpnia 1939 roku, w 3. fali mobilizacyjnej w VI Okręgu Wojskowym.

## Struktura organizacyjna
- Struktura organizacyjna w sierpniu 1939 roku:

328., 366. i 412. pułk piechoty, 227. pułk artylerii, 227. batalion pionierów, 227. oddział rozpoznawczy, 277. oddział przeciwpancerny, 227. oddział łączności, 277. polowy batalion zapasowy;
- Struktura organizacyjna w lutym 1940 roku:

328., 366. i 412. pułk piechoty, 227. pułk artylerii, 227. batalion pionierów, 1./227. oddziału rozpoznawczego, 277. oddział przeciwpancerny, 227. oddział łączności, 277. polowy batalion zapasowy;
- Struktura organizacyjna w czerwcu 1941 roku:

328., 366. i 412. pułk piechoty, 227. pułk artylerii, 227. batalion pionierów, 227. batalion rowerowy, 277. oddział przeciwpancerny, 227. oddział łączności, 277. polowy batalion zapasowy;
- Struktura organizacyjna w maju 1944 roku:

328., 366. i 412. pułk grenadierów, 227. pułk artylerii, 227. batalion pionierów, 227. batalion fizylierów, 277. oddział przeciwpancerny, 227. oddział łączności, 277. polowy batalion zapasowy;

## Dowódcy dywizji
- Generalmajor (Generalleutnant) Friedrich Zickwolff  26 VIII 1939 – 6 V 1940;
- Generalleutnant Friedrich – Karl von Wachter 6 V 1940 – 1 VI 1940;
- Generalmajor (Generalleutnant) Friedrich Zickwolff 1 VI 1940 – 12 IV 1941;
- General Friedrich von Scotti 12 IV 1941 – 7 VI 1943;
- General Wilhelm Berlin 7 VI 1943 – 11 V 1944;
- Generalmajor Maximilian Wengler 11 V 1944 – 27 III 1945;